# Cephaloscyllium hiscosellum
Espèce
Statut de conservation UICN

 LC  : Préoccupation mineure
Cephaloscyllium hiscosellum est une espèce peu connue de la famille des Scyliorhinidae, que l'on rencontre au large du Nord-Ouest de l'Australie à une profondeur de 290 à 420 m. Ce requin a un corps trapu et court, une tête large avec une vaste bouche. Il est caractérisé par une couleur dorsale frappante, avec des lignes brun foncé qui trace une série de selles creuses, et d'anneaux sur fond clair. Comme les autres requins houles, ce requin peut gonfler lorsqu'il est menacé. C'est une espèce ovipare.